# Cristino Martos
Cristino Martos y Balbí (Granada, 13 de septiembre de 1830-Madrid, 17 de enero de 1893) fue un abogado y político español, ministro de Estado en distintos periodos del Sexenio Democrático, además de presidente del Congreso de los Diputados y ministro de Gracia y Justicia.

## Biografía
Nació en Granada el 13 de septiembre de 1830. Tras estudiar en Granada, Toledo y Madrid se licenció en Derecho. Participó activamente en la Revolución de 1854 que daría origen al llamado Bienio Progresista y en el intento de golpe de Estado que en 1866 encabezó Prim y que le supuso una condena a muerte que le fue conmutada por la de destierro. La Revolución de 1868 le permitió regresar a España. Pasó a desempeñar el cargo de presidente de la Diputación Provincial de Madrid entre el 22 de octubre de 1868 y el 3 de septiembre de 1869.

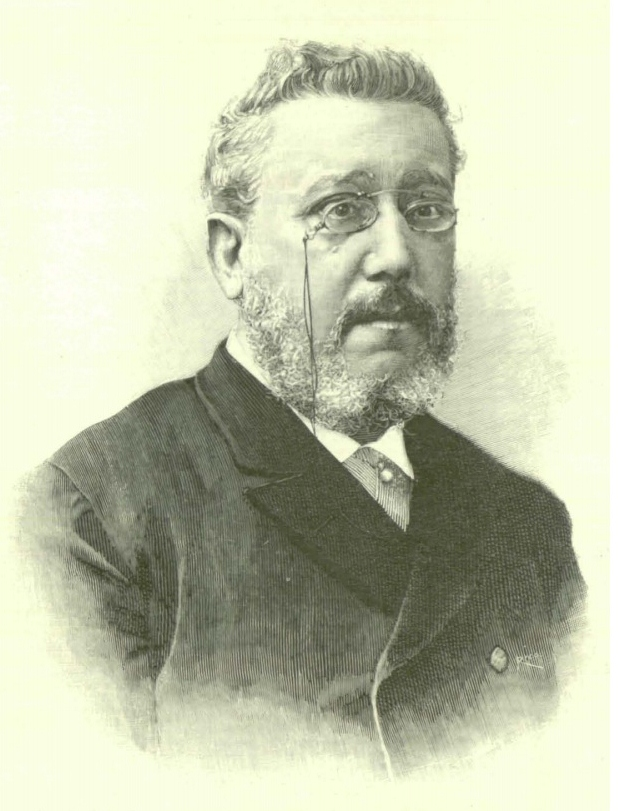
Martos en La Ilustración Española y Americana, 1893.

Diputado por Toledo en las Cortes Constituyentes de 1869, volvería a obtener escaño en las elecciones de 1872 por Madrid y por Valencia en los comicios celebrados entre 1879 y 1886 para finalmente volver a ser elegido por Toledo en 1891.
Fue ministro de Estado entre el 1 de noviembre de 1869 y el 9 de enero de 1870 en un gobierno presidido por Prim volviendo a ocupar esta cartera ministerial, ya durante el reinado de Amadeo I, en dos ocasiones: entre el 4 de enero y el 24 de julio de 1871 en un gabinete que presidió Francisco Serrano, y entre el 13 de junio de 1872 y el 12 de febrero de 1873 en un gobierno presidido por Manuel Ruiz Zorrilla.
Buen orador y partidario de un republicanismo unitario, en 1873, durante la Primera República, fue instigador —junto a Francisco Serrano, Nicolás María Rivero y Juan Bautista Topete, entre otros— de un golpe de Estado que tuvo lugar el 23 de abril, fallido. En 1874, tras el golpe de Estado de Pavía, volvería a ser ministro al ocupar la cartera de Gracia y Justicia entre el 4 de enero y el 13 de mayo en el gobierno que sucesivamente habrían de presidir Francisco Serrano y Juan Zabala de la Puente. Durante la Restauración formó parte del bloque de fuerzas de izquierda liderado por Práxedes Mateo Sagasta. Aunque durante un breve periodo de tiempo se adhirió al Partido Republicano Progresista (1880), volvió a posiciones moderadas reconociendo y apoyando la monarquía. En 1886 ocupó el cargo de presidente del  Congreso. En junio de 1888 fue elegido presidente del Ateneo de Madrid tras unas reñidas elecciones con el republicano Gumersindo de Azcárate. Su candidatura triunfó gracias al apoyo de Sagasta, además de las fuerzas del partido de Cánovas del Castillo. Su discurso, leído el 27 de noviembre de 1888, se centró en los conceptos de patria y de nación. 
Estuvo casado en primeras nupcias con Heraclea Llobell y Martín, con quien tuvo como hijo a Cristino Martos y Llobell, político como él, padre a su vez de la actriz Anita Martos. Tras fallecer su primera esposa en 1874, contrajo matrimonio, en 1885, con Elvira Alonso de León Moreno.Alejado de la política, falleció en Madrid el 16 de enero de 1893.